# Casalduni
Casalduni est une commune de la province de Bénévent dans la région Campanie en Italie.

## Administration
| Période                                  | Période  | Identité            | Étiquette | Qualité |
| ---------------------------------------- | -------- | ------------------- | --------- | ------- |
| 30 mai 2006                              | En cours | Raimondo Mazzarelli | Centro    |         |
| Les données manquantes sont à compléter. |          |                     |           |         |

### Hameaux
contrade: Vaglie, Collemarino, San Fortunato, Gentile, Cerconi, Lanzate, Pezzalonga, Vado della Lota, Prato, Collemastarzo, Zingolella, Macella, Brendice, Santa Maria, Capitorto, Tacceto, Cuolli, Piana, Pescomandarino, Ferrarisi, Casale, Crocella, Acquaro

### Communes limitrophes
Campolattaro, Fragneto Monforte, Ponte, Pontelandolfo, San Lupo